# Forte de São Brás de Ponta Delgada

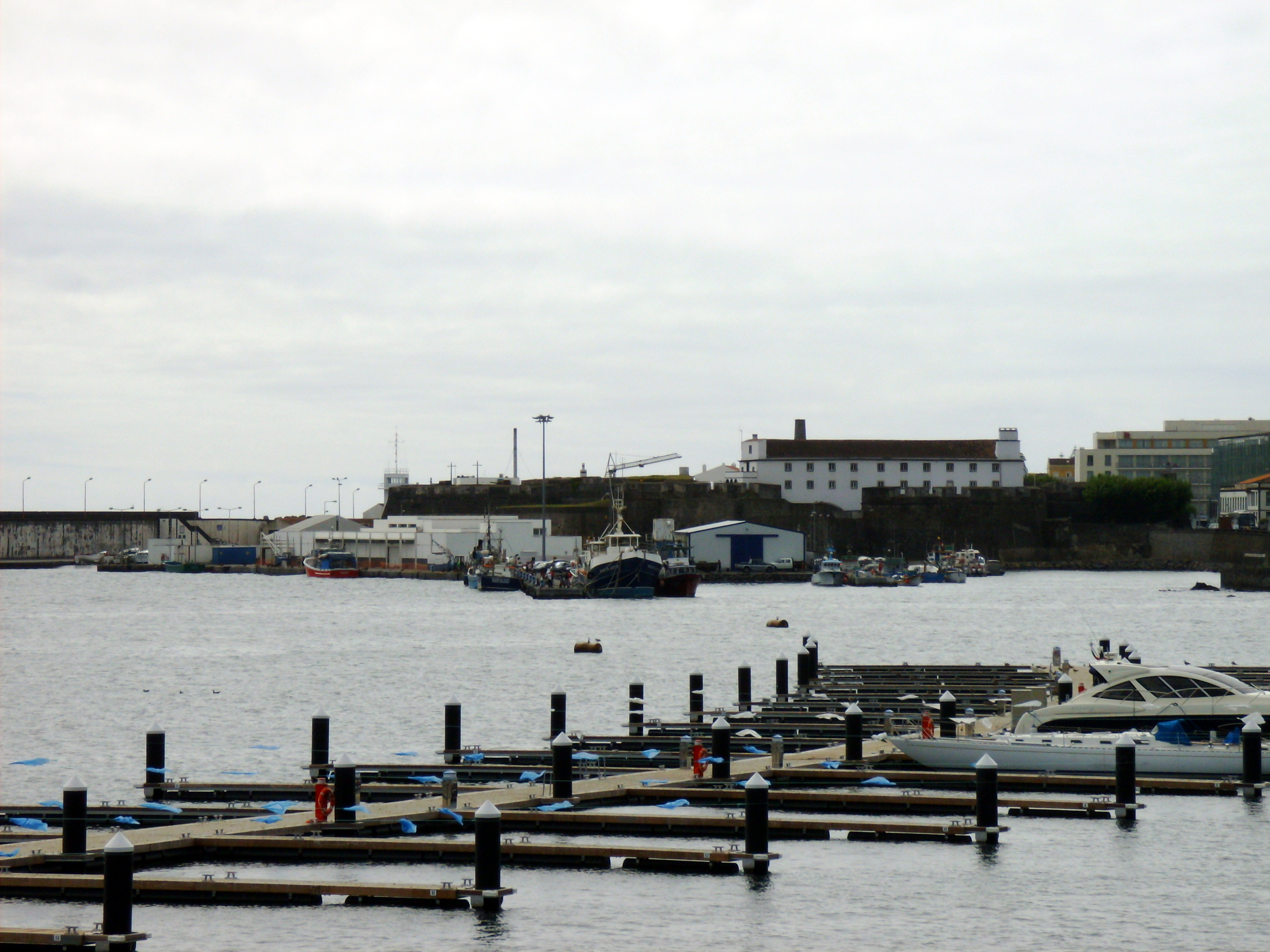
Forte de São Brás, Ilha de São Miguel.

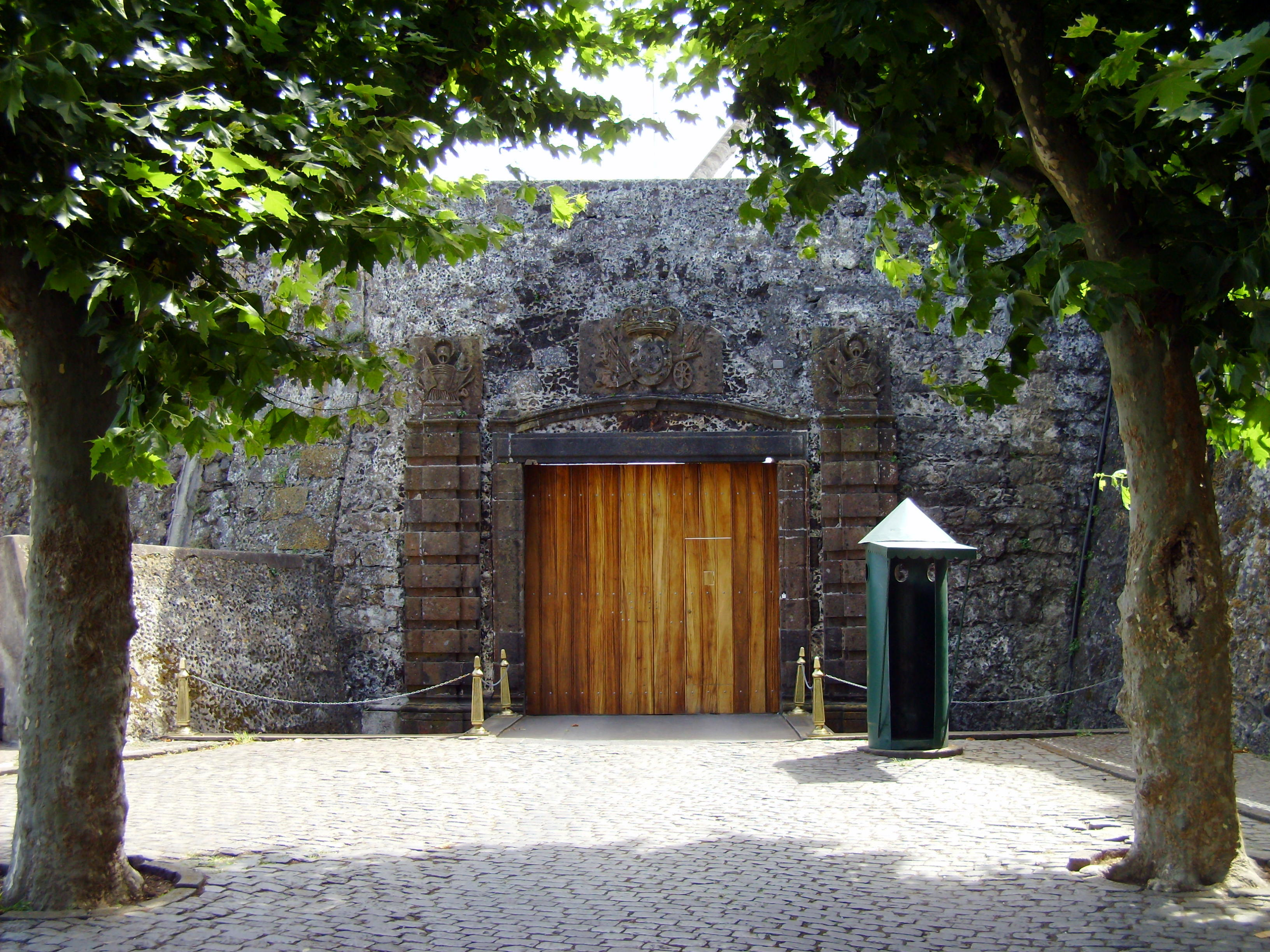
Portão de Armas.

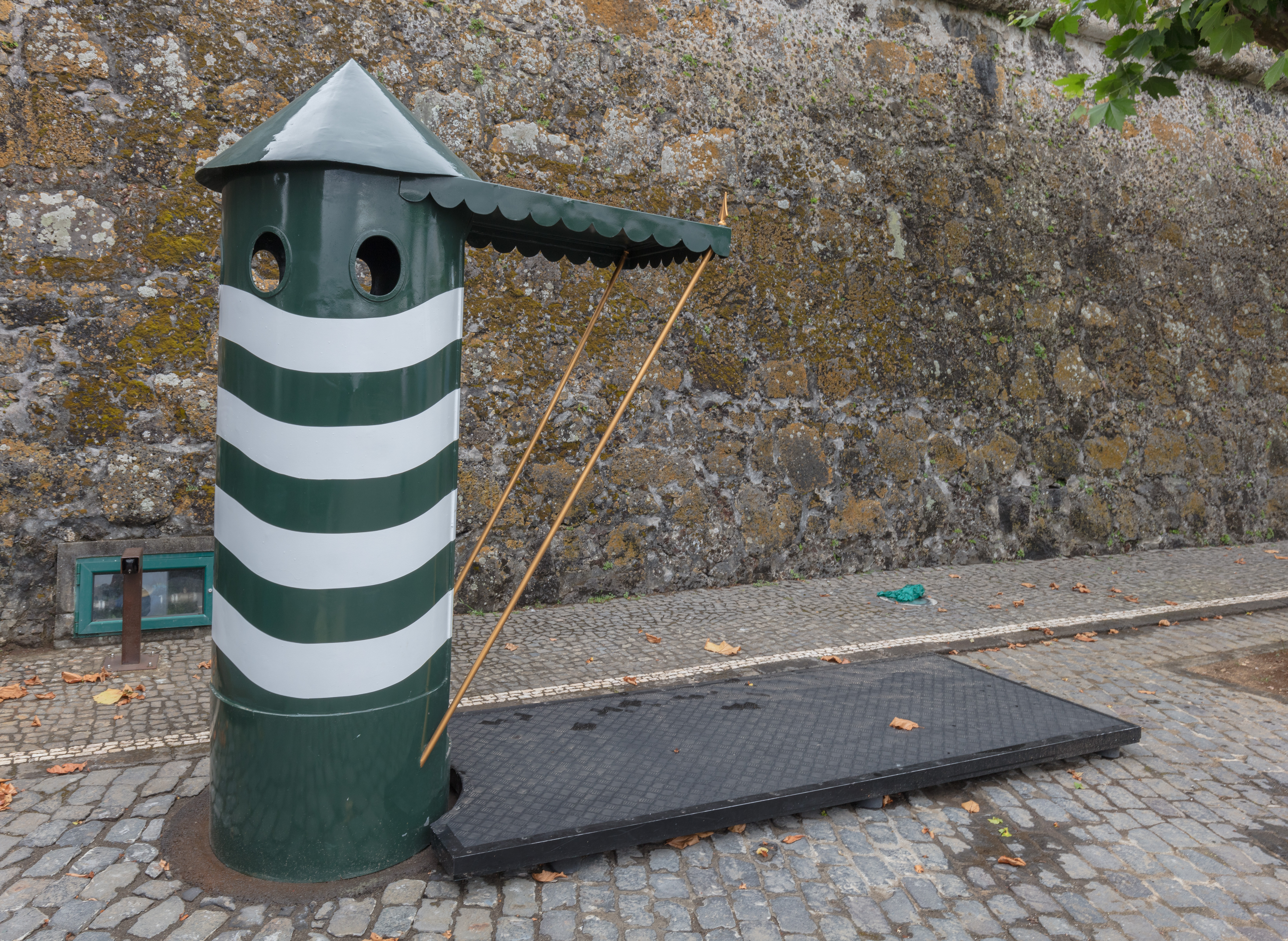
Guarita.

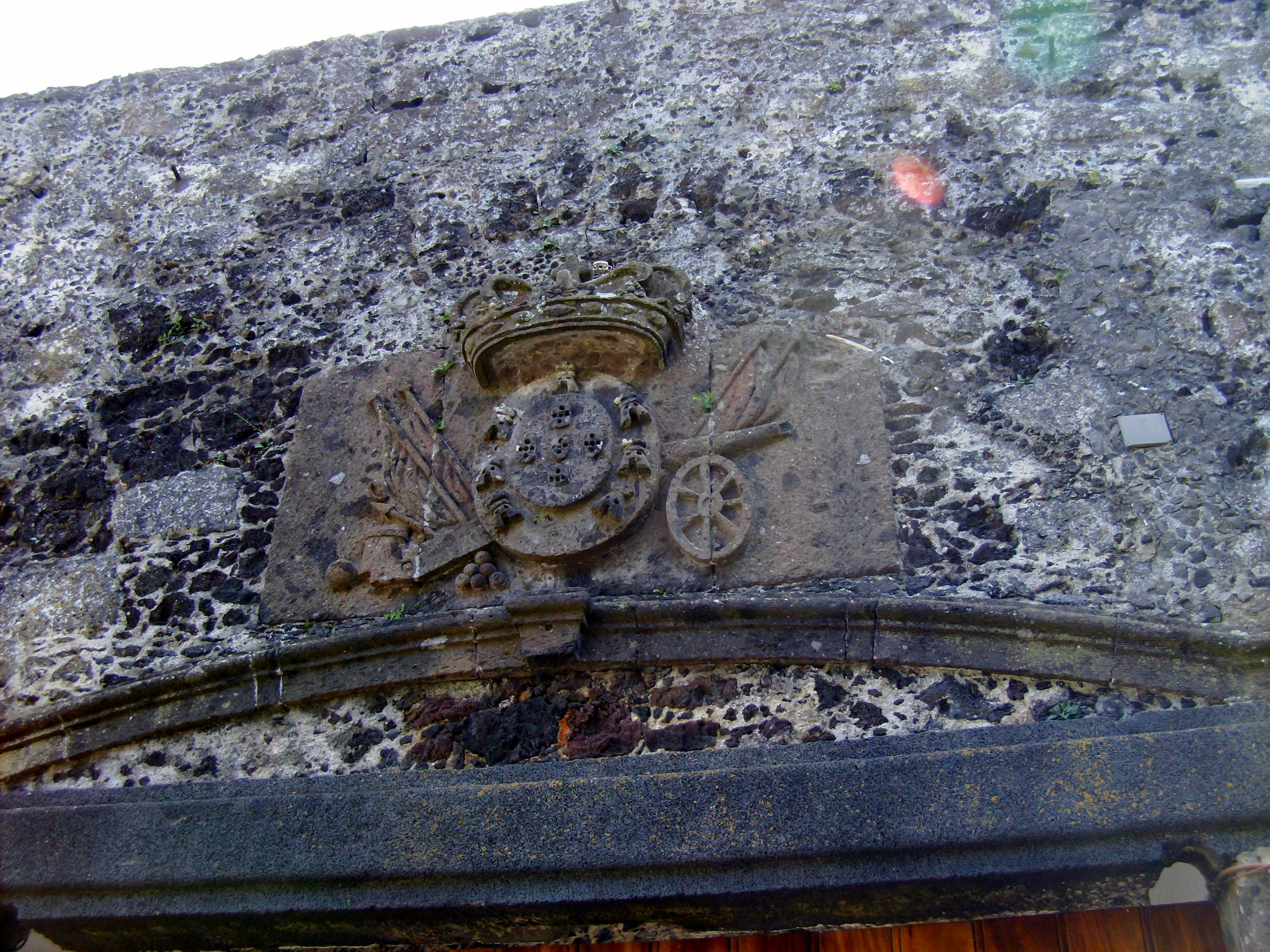
Pedra de Armas.

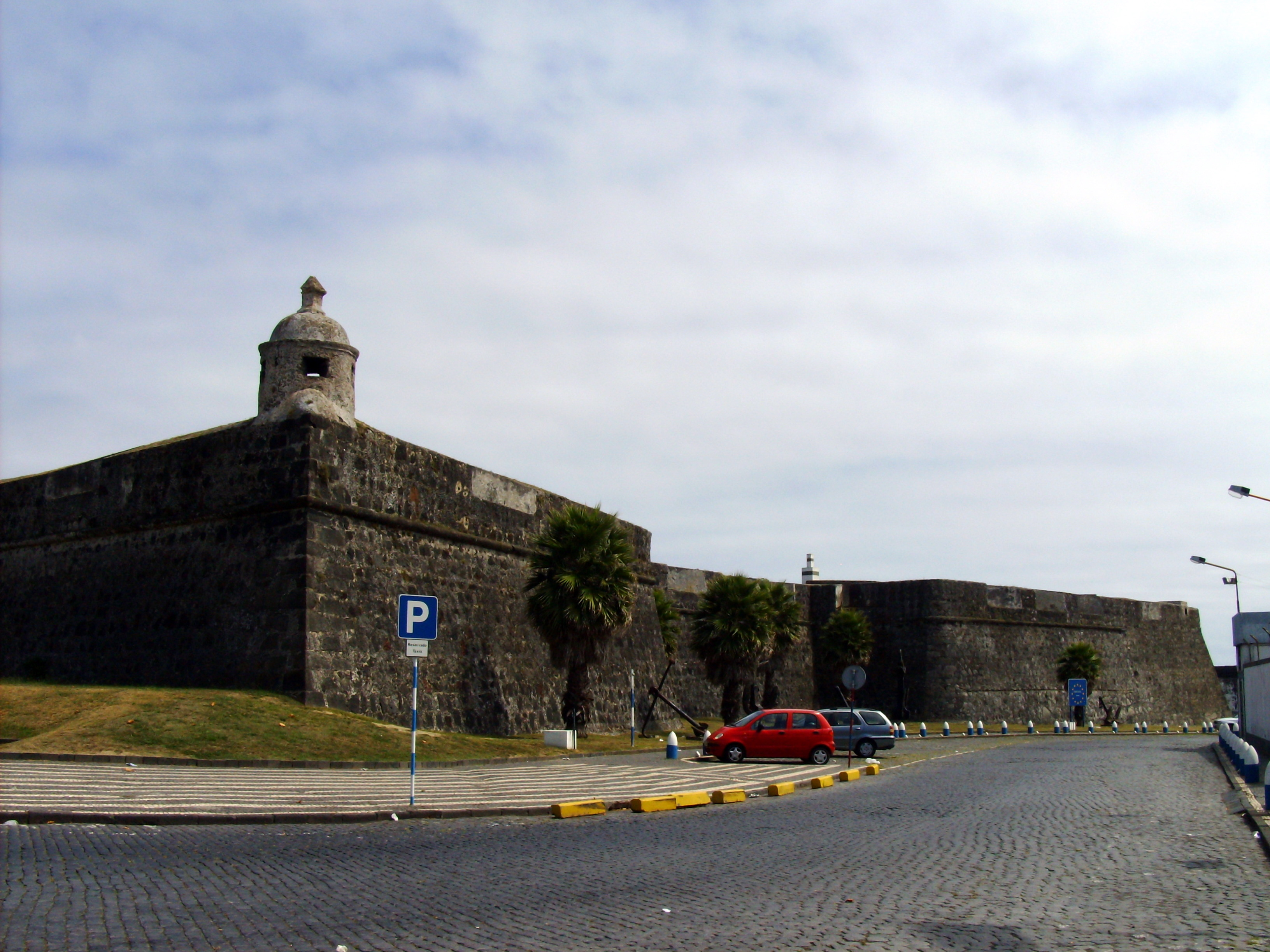
Baluarte.

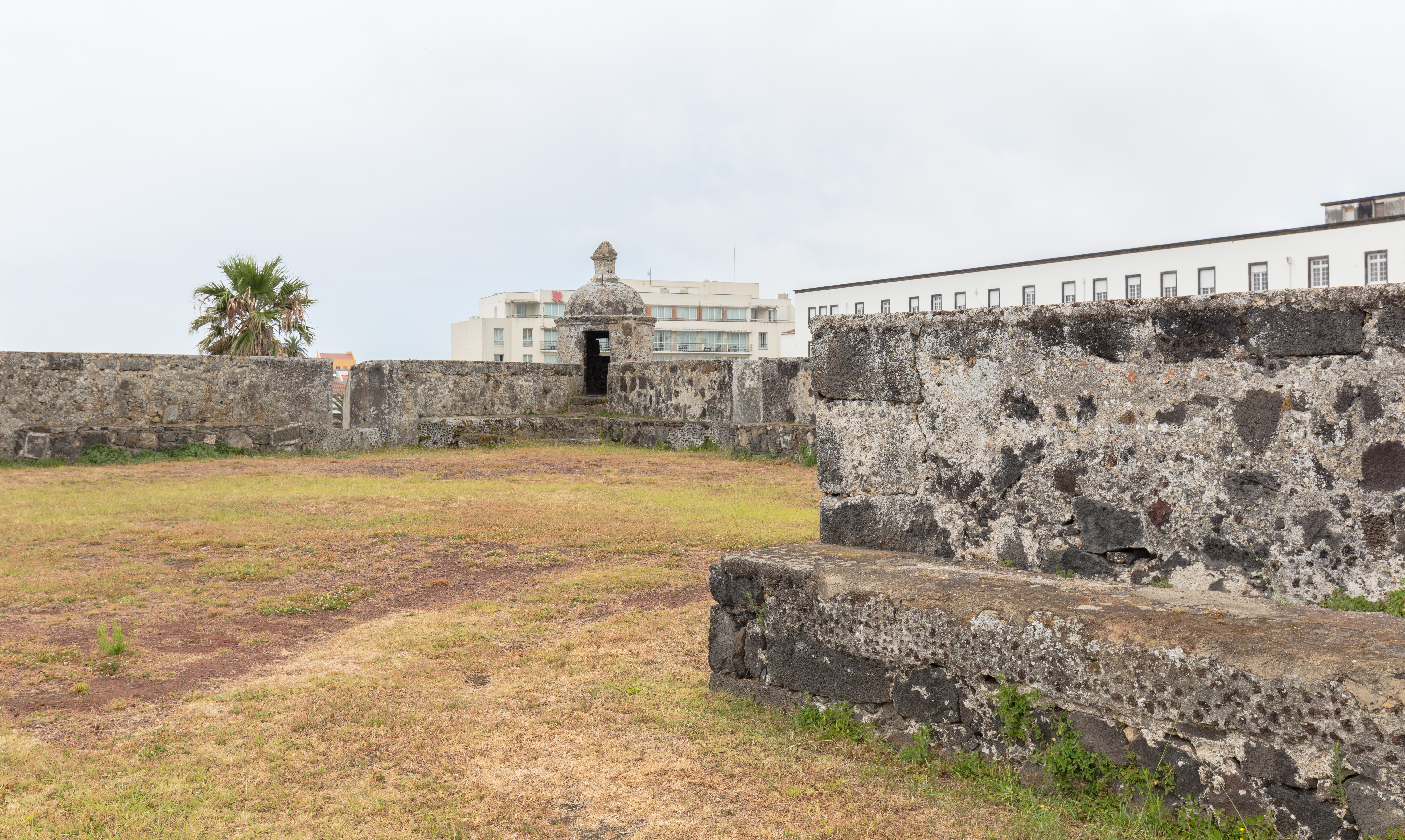
Baluarte visto de dentro.

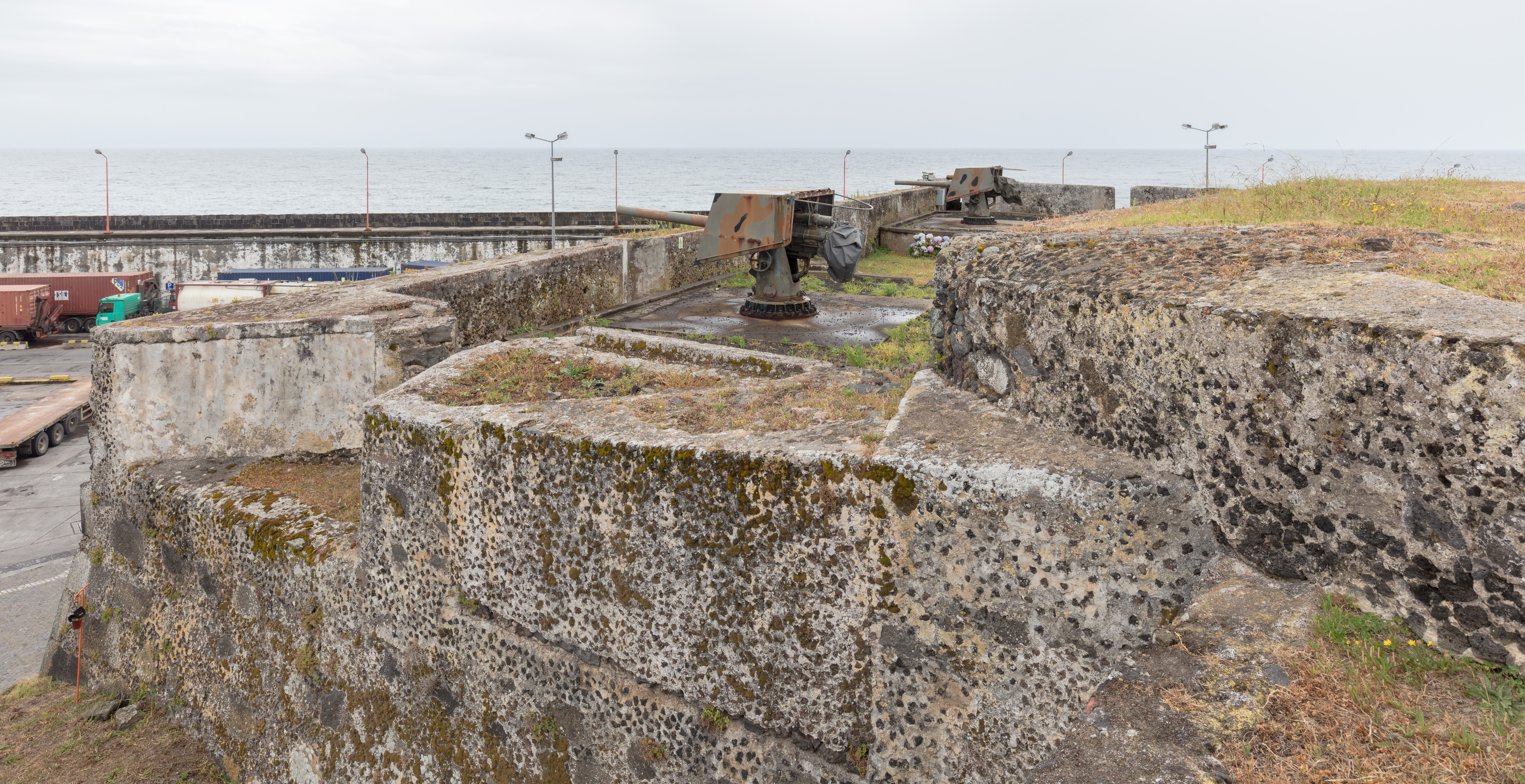
Muralha.

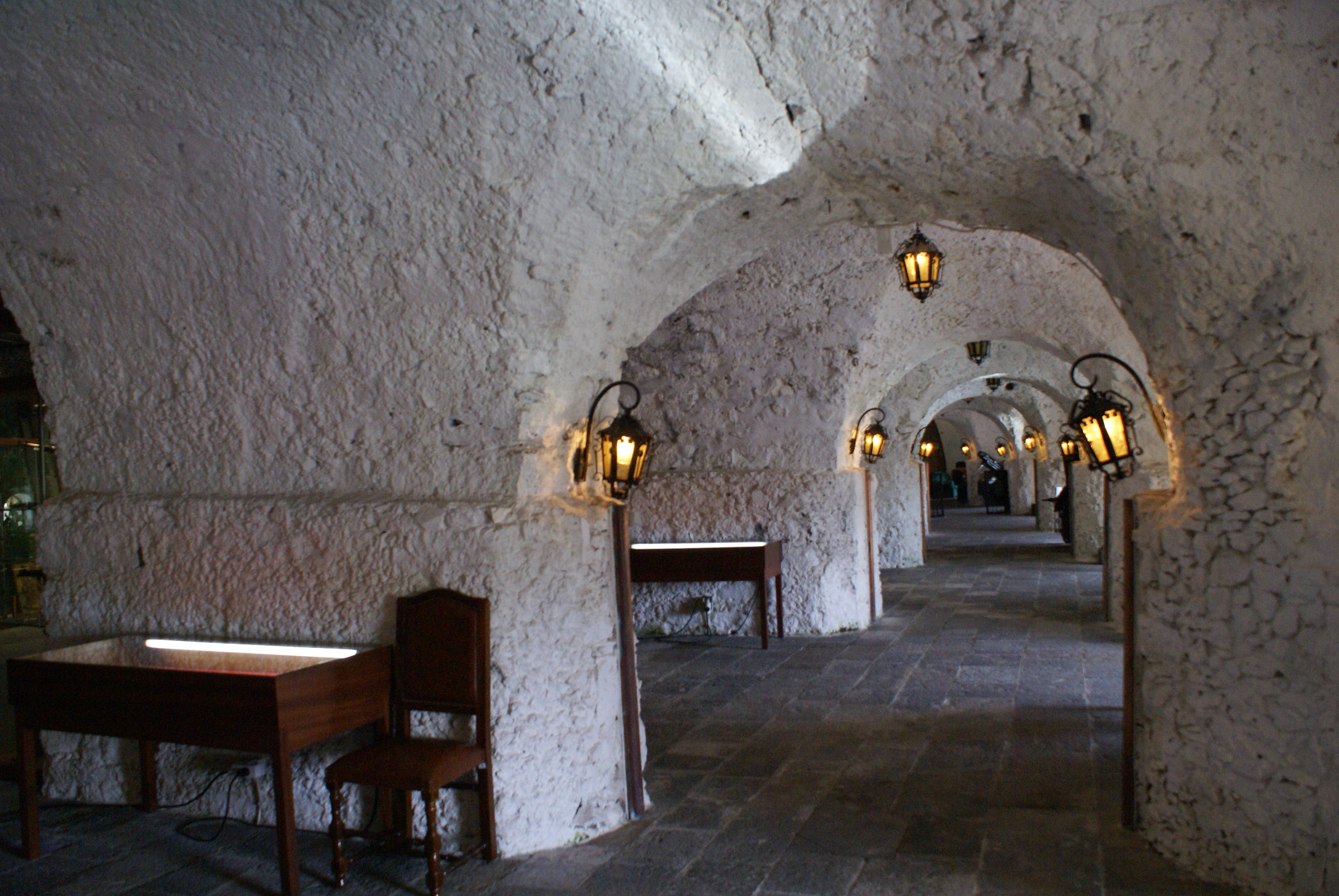
Interior.

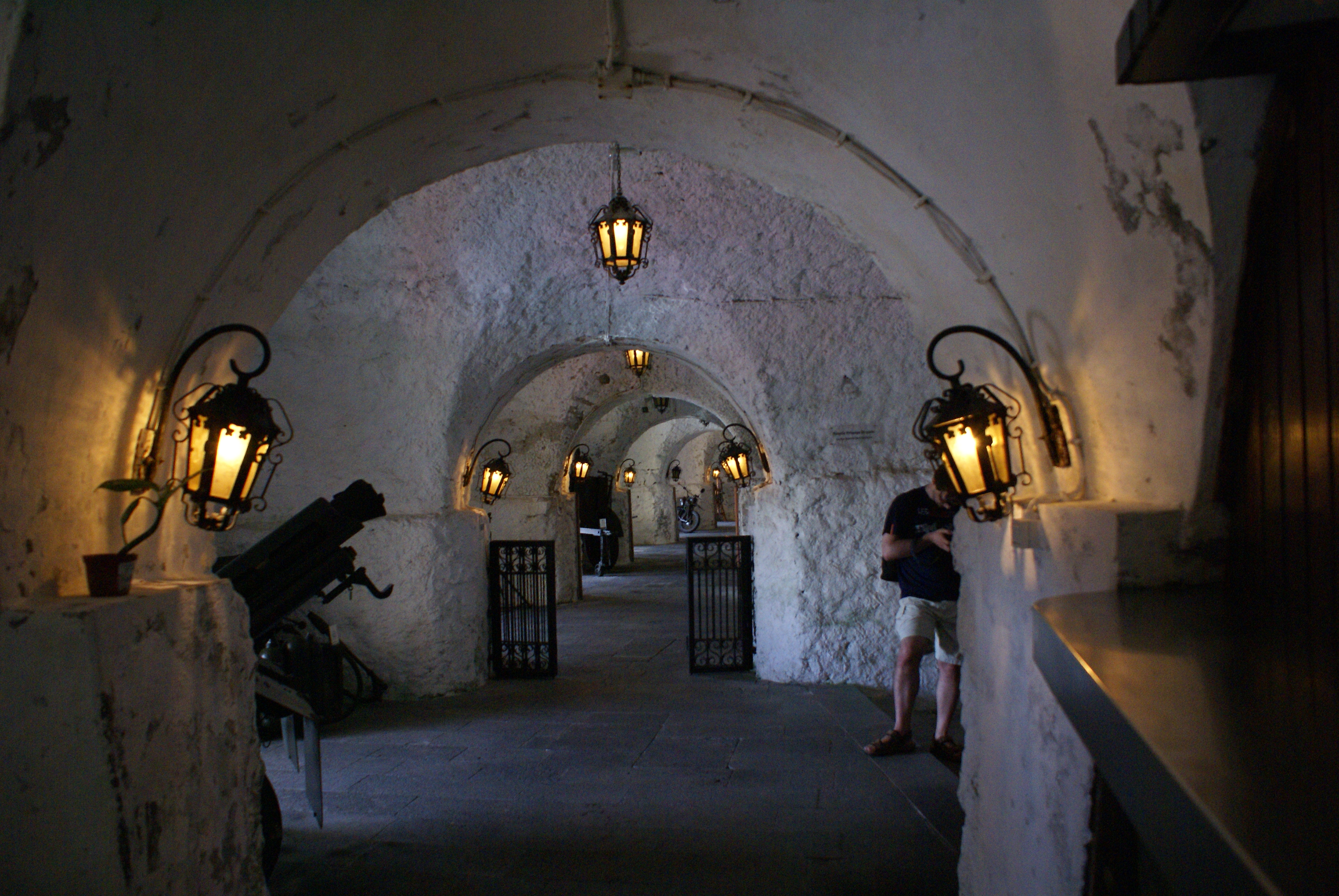
Arcadas.

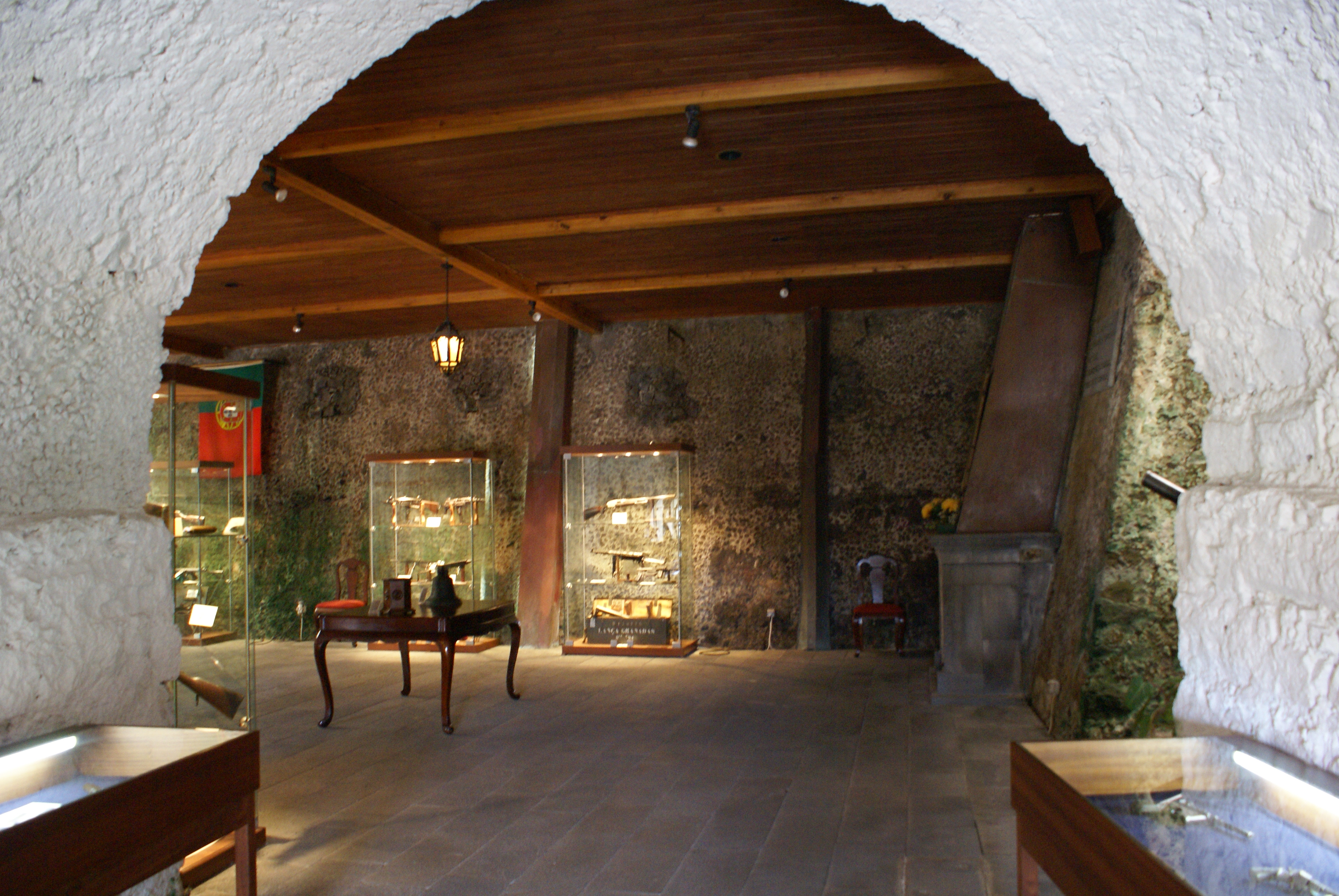
Museu militar.

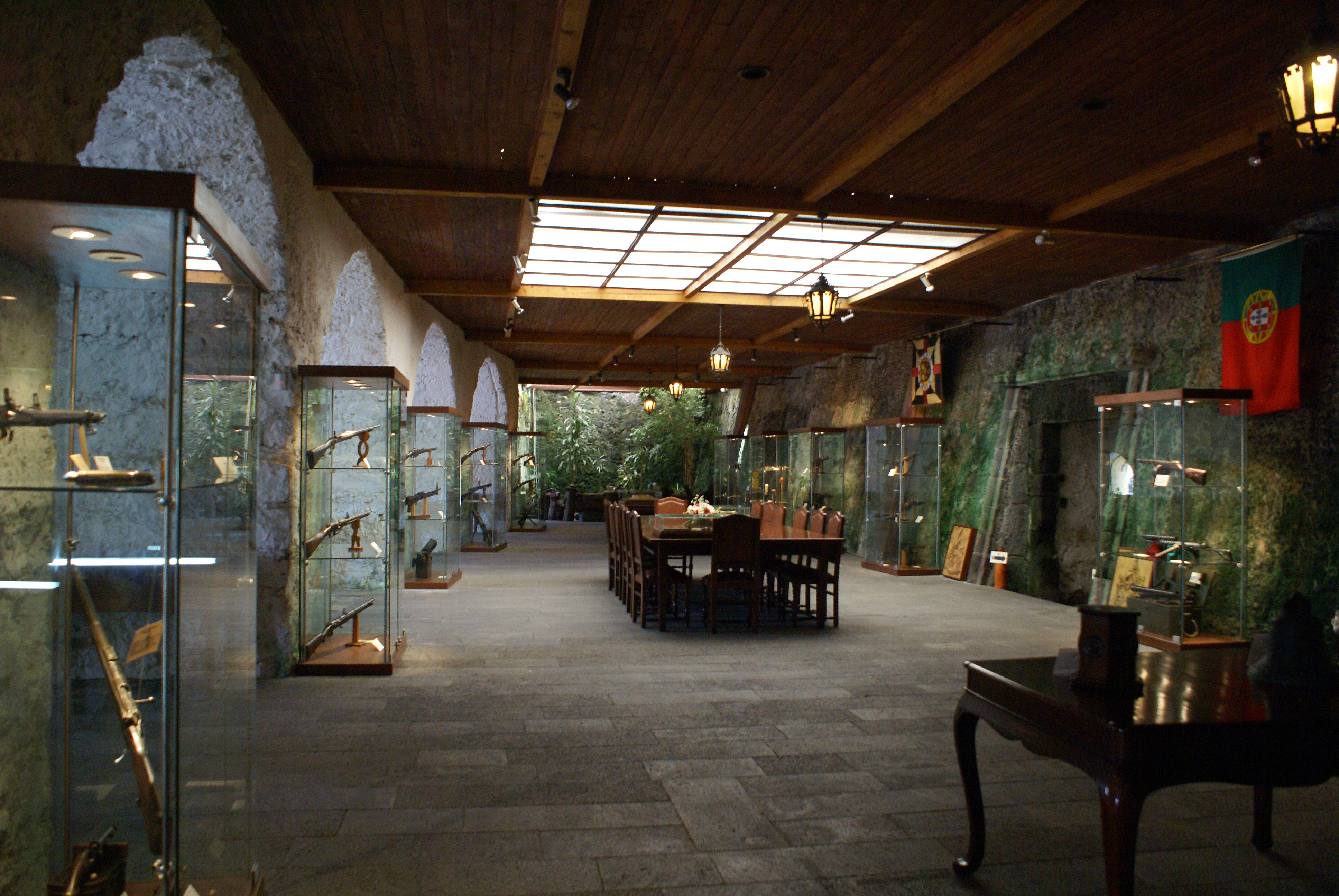
Museu militar.

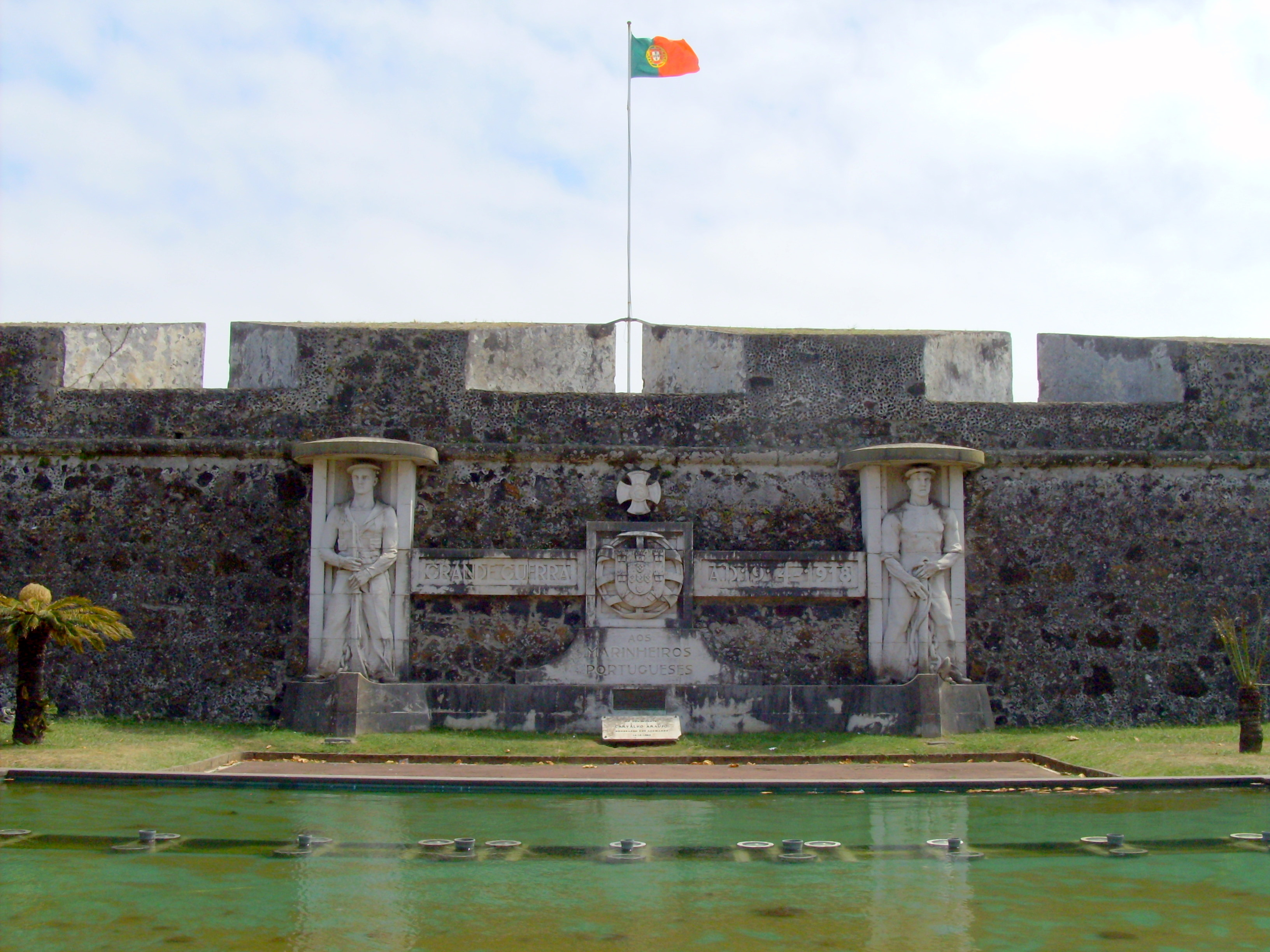
Monumento aos Mortos.

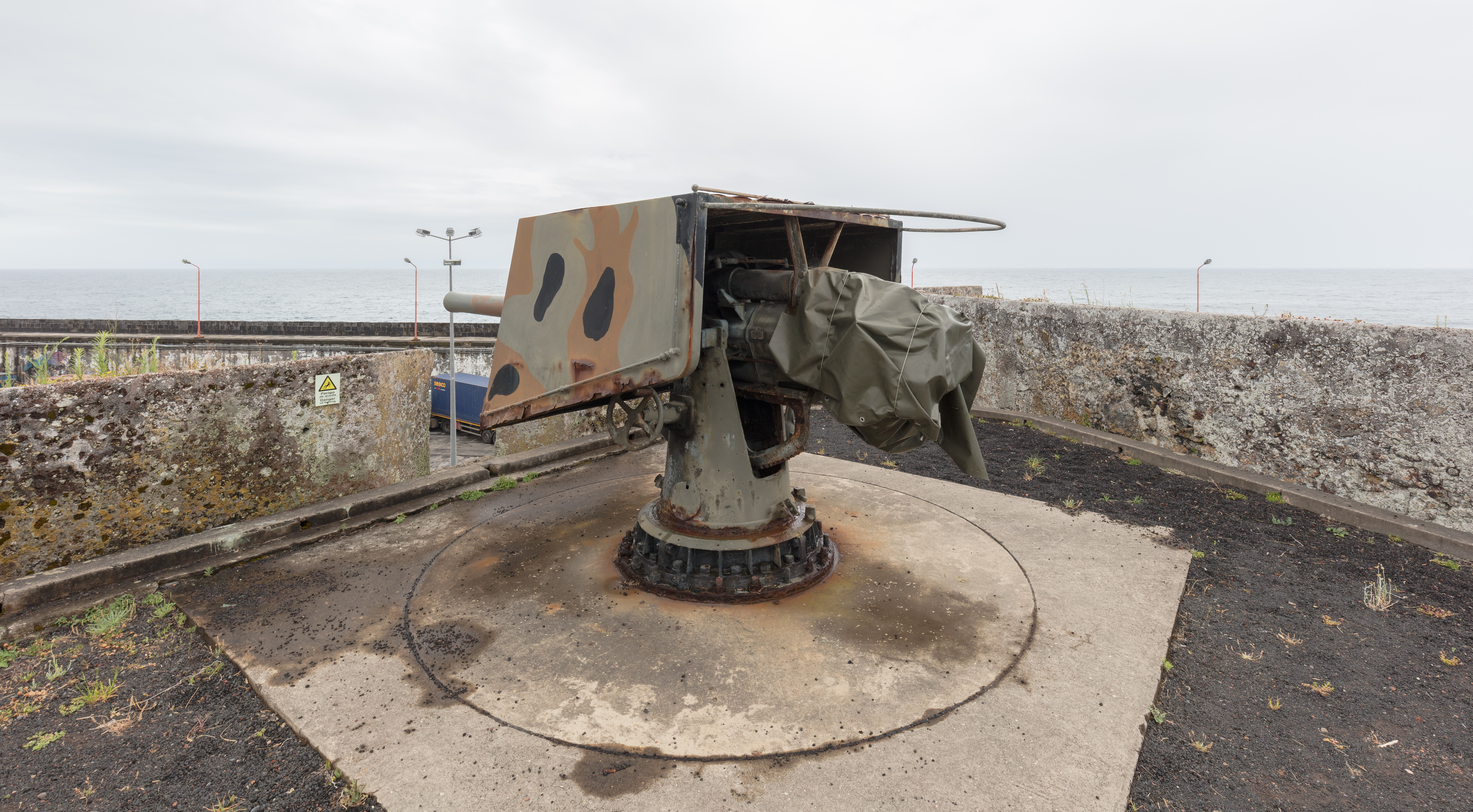
Artilharia costeira.

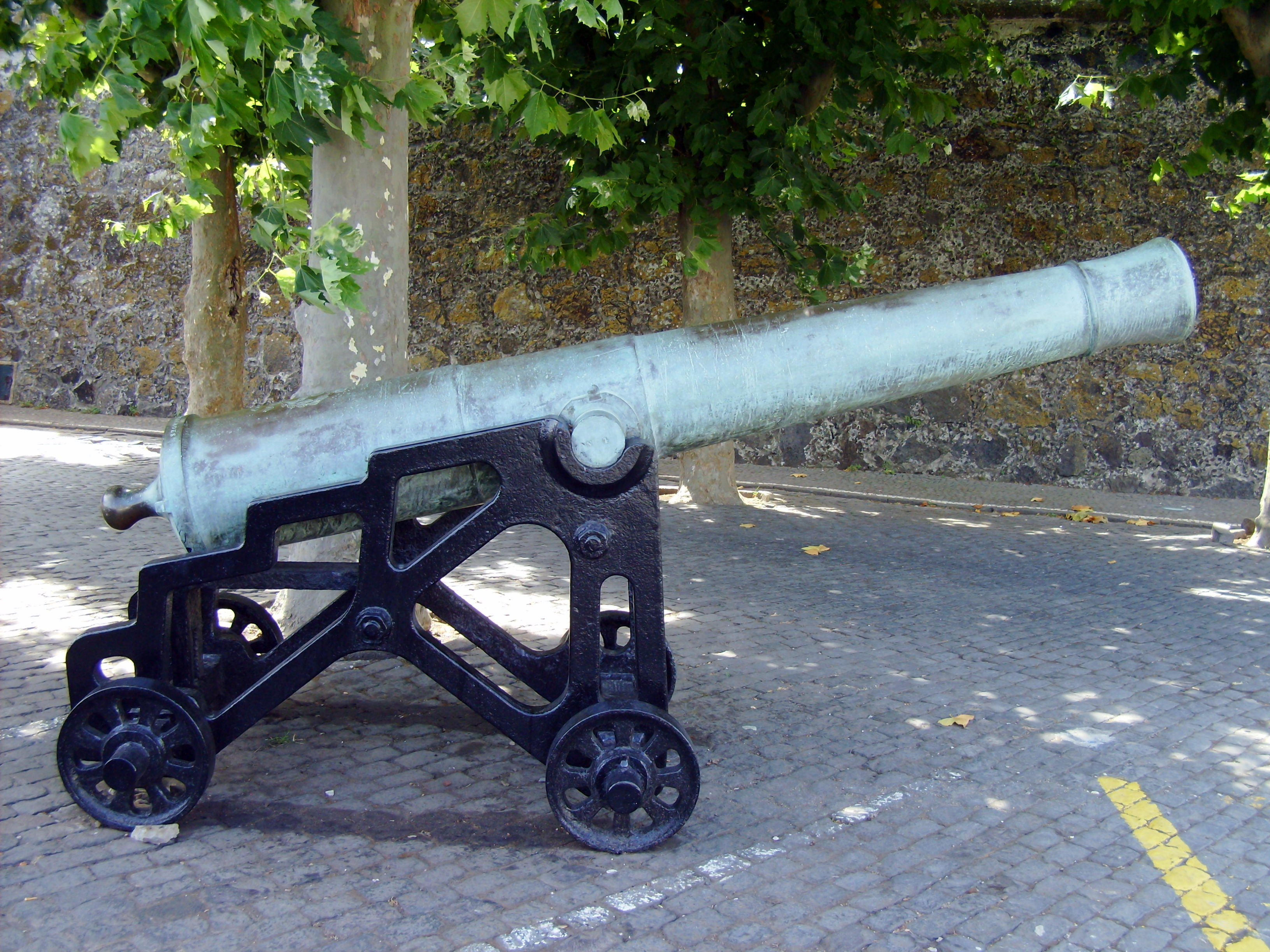
Antigo canhão.

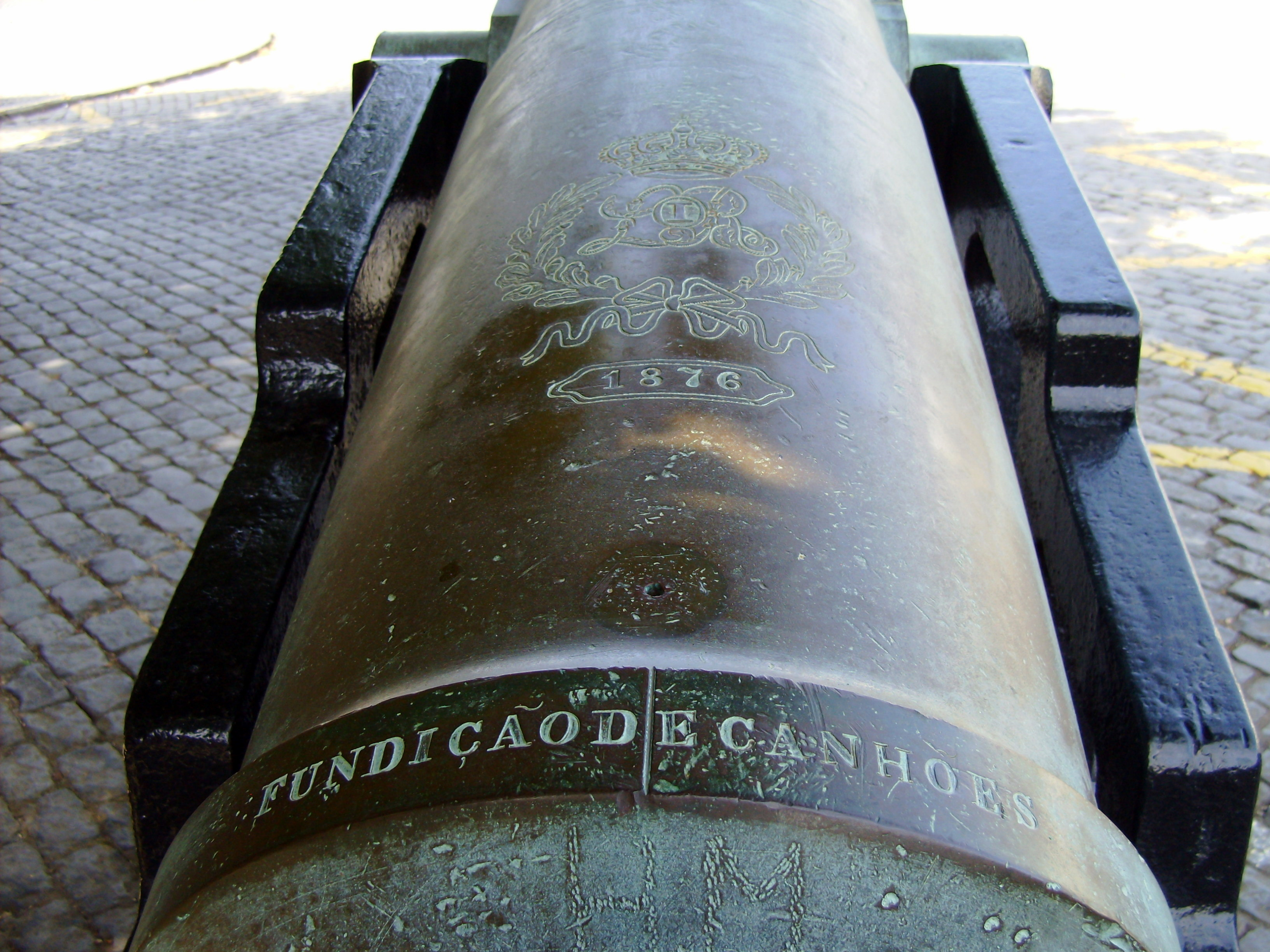
Antigo canhão (detalhe).

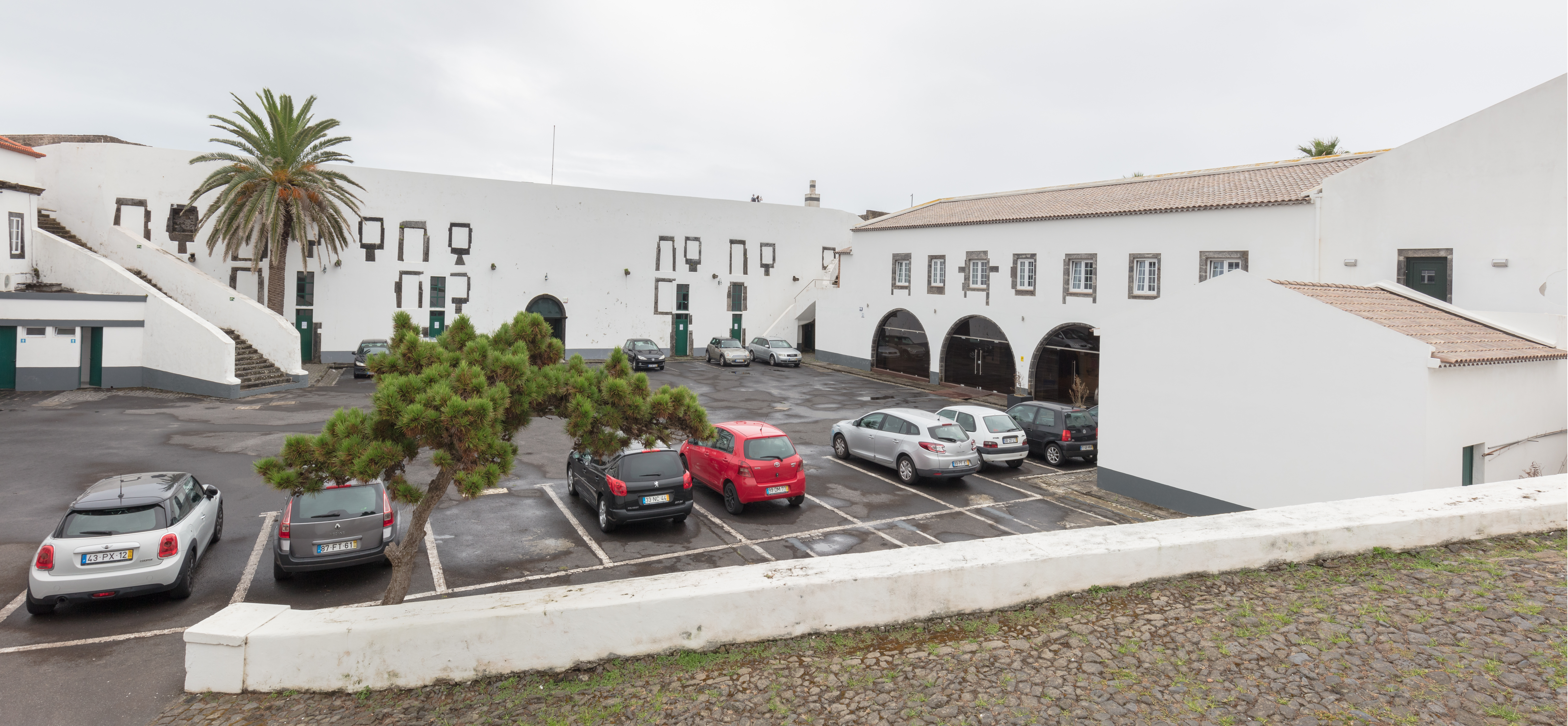
Pátio interior.

O Forte de São Brás, oficialmente Prédio Militar nº 001/Ponta Delgada, também referido como Castelo de São Brás, localiza-se na freguesia de São José, na cidade e município de Ponta Delgada, na ilha de São Miguel, nos Açores.
Considerado o mais importante exemplar de arquitectura militar do século XVI e a mais poderosa fortificação da ilha, foi erguido sobre uma ponta no primitivo ancoradouro de ponta Delgada, com a função de sua defesa contra os ataques de piratas e corsários, outrora frequentes nesta região do Oceano Atlântico.
Encontra-se classificado como Imóvel de Interesse Público pelo Decreto nº 39.175, de 17 de Abril de 1953.

## História

### Antecedentes
O estudo para a defesa das ilhas do arquipélago dos Açores, contra os assaltos de piratas e corsários, atraídos pelas riquezas das embarcações que aí aportavam, oriundas da África, da Índia e do Brasil, iniciou-se em meados do século XVI. Bartolomeu Ferraz, em uma recomendação para a fortificação dos Açores apresentada a João III de Portugal em 1543, chama a atenção para a importância estratégica do arquipélago:
"E porque as ilhas Terceiras inportão muito assy polo que per ssy valem, como por serem o valhacouto e soccorro mui principal das naaos da India e os francesses sserem tão dessarrazoados que justo rei injusto tomão tudo o que podem, principalmente aquilo com que lhes parece que emfraquecem seus imigos, (...)."
Ainda sob o reinado de D. João III (1521-1557) e, posteriormente, sob o de Sebastião I de Portugal (1568-1578), foram expedidos novos Regimentos, reformulando o sistema defensivo da região, tendo se destacado a visita do arquiteto militar italiano Tommaso Benedetto ao arquipélago, em 1567, para orientar a sua fortificação. Como Ferraz anteriormente, este profissional compreendeu que, vindo o inimigo forçosamente pelo mar, a defesa deveria concentrar-se nos portos e ancoradouros, guarnecidos pelas populações locais sob a responsabilidade dos respectivos concelhos.

### O forte seiscentista
Nesse contexto, a construção deste forte deveu-se a uma série de pedidos dos ilhéus a  D. João III (1521-1557), insistindo na necessidade de fortificar a ilha. Entre estes, o ouvidor da ilha, Manuel Nunes Ribeiro expõs ao soberano:
"Creia V.A. que é muito necessário fazer-se logo a dita fortaleza e mandar alguma artilharia para a defenção dos navios que surtem no porto, porque depois que se escreveu a V.A. vieram aqui, por duas ou três vezes, naus francesas e tomaram alguns navios em que tomaram um com cento e vinte e sete pessoas, em que estavam nove mulheres, do qual navio não há nenhuma nova e há mais de dez meses que o tomaram e por muito certo se afirma que todas as vezes que aqui vierem poderão roubar navios que no porto estiverem sem lhes poderem valer por falta de artilharia e fortaleza que não há, a qual agora é mais necessária por causa do grande crescimento que vai a ilha com os açúcares que agora se plantam." (Carta do Ouvidor da Ilha de São Miguel, Manuel Nunes Ribeiro, ao rei, c. 1550)
O primeiro projeto para a sua construção foi de autoria do "Mestre das obras das capelas" dos Açores, Manuel Machado (CARITA, 1989:197) que, a construir o molhe do porto de Ponta Delgada, apresentou um esboço em 1551, criticado no ano seguinte (1552) pelo matemático e arquiteto militar Isidoro de Almeida. Este, por sua vez, apresentou nova traça, profundamente alterada, já em 1553. Nesse ano, para as suas obras foi lançado um imposto de 2% sobre o pastel e o açúcar, além de outras contribuições da população, tendo a obra orçado os 36.672$542 cruzados. Nesse mesmo ano foi criada ainda a Confraria de Bombardeiros para guarnecê-lo, que chegou a São Miguel em 25 de Maio de 1554, integrada por nove bombardeiros sob o comando do Condestável Lourenço Baldaíque, trazendo artilharia, pólvora e munição. Posteriormente esses homens retornaram ao reino, permanecendo apenas o Condestável, para instrução a trinta micaelenses, alistados.
O primeiro Alcaide-mor do Castelo foi D. Manuel da Câmara, 6º capitão do donatário, entre 1552 e 1554, e o seu primeiro Sargento-mor, João Fernandes Grado.
A sua primitiva traça apresentava quatro baluartes ligados por idêntico número de cortinas. Entretanto, esse projecto foi alterado entre 1560 e 1567: "(…) porventura sob risco de Isidoro de Almeida, teve plano reformulado enviado em Fevereiro de 1569, cuja autoria não pode deixar de reconhecer-se caber ao engenheiro Italiano Tommaso Benedetto, segundo planta de modelo abaluartado de matriz italiana maneirista (…)" (SOUSA, 2002:62). Essa planta, que apresenta uma estrutura no formato de um polígono quadrangular com quatro baluartes de orelhões nos vértices e casamatas, encontra-se atualmente na Biblioteca Nacional do Brasil, no Rio de Janeiro e nela já se encontram identificadas as edificações de serviço, assim como os baluartes com formato pentagonal e as canhoneiras rasgadas nos parapeitos das muralhas. Pelo exterior, era cercado por um fosso com cinco metros de profundidade. Era acedido por uma ponte levadiça e em seu interior abria-se uma cisterna. Esta, de acordo com Gaspar Frutuoso, tinha capacidade para 1.200 pipas. O cronista faz menção ainda aos vigários da ermida do Castelo, estrutura essa que não chegou aos nossos dias. Acredita-se que a fortificação deva o seu nome ao fato de ter sido levantado no local de uma primitiva ermida consagrada aquele orago. Após a construção do forte, edificou-se em seu interior esta nova ermida, sob a invocação de Santa Bárbara, padroeira da Artilharia.
As obras prosseguiram até, pelo menos 1577. Desde 1568, quando Benedetto faleceu, a direção dos trabalhos ficara a cargo do "Mestre de Fortificação" Pero de Maeda, natural de Meruelo, na Cantábria.
Em 1575, foi mandada apear a torre dos sinos do Convento de São Francisco, uma vez que a sua altura dominava o forte ainda em obras. Esta determinação mostrar-se-ia inútil, uma vez que, dois séculos mais tarde, em 1789, os terraços da mesma instituição sobrepunham-se aos parapeitos e ao terrapleno do forte.

### A Dinastia Filipina
No contexto da crise de sucessão de 1580 as obras da fortificação estariam próximo da conclusão, uma vez que, em 1580, o 7° capitão do donatário da ilha de São Miguel, Rui Gonçalves da Câmara, 1.º Conde de Vila Franca, nomeou homens de sua confiança para proteger e guardar a fortaleza que já estava "em forma defensável". Faltariam-lhe assim, apenas as obras complementares.
Em 1582, António I de Portugal, o prior do Crato, então refugiado em França, negociou com Catarina de Médicis a cedência de alguns territórios em troca de apoio. Nos dias 14 e 15 de julho do mesmo ano, uma armada francesa de sessenta velas sob o comando do almirante Filippo Strozzi, transportando oito mil homens, aproximou-se da ilha de São Miguel, que apoiava a Filipe II de Espanha. Em 16 de julho, as forças de D. António desembarcaram sem resistência da população. Decidindo resistir à invasão, as principais autoridades recolheram-se à fortaleza, entre as quais o capitão da mesma, D. João de Castilho e o governador e capitão general de São Miguel, Martim Afonso de Melo. As casas no entorno da fortaleza foram incendiadas ou destruídas para que não estorvassem o fogo da artilharia dos baluartes. Na ocasião, enquanto era estabelecido o assédio à praça, as forças francesas entregavam-se ao saque de Ponta Delgada.
O assédio à praça, entretanto, não foi prolongado: a 26 de julho, a Armada espanhola sob o comando de D. Álvaro de Bazán 1º marquês de Santa Cruz de Mudela, derrota as forças francesas na Batalha Naval de Vila Franca.
A partir de então, o forte passou a ser guarnecido por tropas espanholas, que acerca do estado do forte registaram: "El Castilho es una muy Ruyn fuerça (…)", vindo a proceder-lhe diversas benfeitorias, entre as quais a implantação da cisterna ao centro da praça de armas, ao nível dos quartéis de tropa.
Em 1585, a fortaleza entrou efetivamente em combate, quando um galeão espanhol foi atacado por duas naus de guerra inglesas. Com o apoio do fogo da fortaleza, as naus inglesas foram obrigadas a se retirar.
Ao final do século, a cortina a leste foi reforçada com a adição de um revelim, com traça de Luís Gonçalves Cota que se encontrava inacabado ainda em 1612.

### Da Restauração da Independência ao século XVIII
No contexto da Guerra da Sucessão Espanhola (1702-1714) encontra-se referido como "O Castello de S. Brás, sobre o Porto, e cidade." na relação "Fortificações nos Açores existentes em 1710".
Conheceu obras de conservação por iniciativa do governador e sargento-mor da ilha de São Miguel, António Borges de Bettencourt na segunda metade do século, em particular no contexto da chamada "Guerra Fantástica" (1762).
No contexto da instalação da Capitania Geral dos Açores, o seu estado foi assim reportado em 1767:
"1.° — Fortaleza de S. Braz. É a maior que tem a Ilha, foi reedificada na occasião da guerra próxima passada; semelhantemente os mais Fortes que a Ilha tem: nesta somente uma obra que se fez de um corpo de guarda, não foi bem construída, por ser feita no fosso, concorrendo para isto o não ser projectada, por professor da arte militar. As mais obras que se fizeram na dita Fortaleza lhe eram indispensavelmente necessárias, e não precisa ao prezente de obra alguma."
E sobre a artilharia e munições:
"Tem esta Fortaleza ao todo 30 peças de artilheria, das quaes são 25 de bronze e destas 10 capazes e 45 incapazes; e 5 de ferro incapazes, precisa para se guarnecer, alem das 10 que tem capazes, mais 12.
Os Reparos devem-se fazer todos de novo, como acima fica dito, e as plamentas reformadas com as proporções que devem ter, a respeito das peças em que devem servir; também precisa igualmente de munições de guerra e pólvora, pois somente se acham no Armazém desta Ilha 14 barris."
Ao final do século, a Relação dos Castelos e mais Fortes da Ilha de S. Miguel do seu estado do da sua Artelharia, Palamentas, Muniçoens e do q.' mais precizam, pelo major engenheiro João Leite de Chaves e Melo Borba Gato, informava:
"Caste de S. Braz - Na Cidade de Ponta Delgada donde principiamos seguindo o rumo de Leste em torno da Ilha, e cuja ordem geografica seguimos no mapa respectivo, e no da população: fica pois o d.o Castelo fronteiro ao ancoradouro, e defende de flanco o Porto da Alfandega: tem hu'a ruina de 53 palmos e 7 polg.as de extenção na face exposta ao mar, do Baluarte de S. Pedro, de 30 d'alto, e 21 de profundid.e na rais da muralha, em q.' bate inceçantem.e o mar, e q.' pede por isto hu'a prompta, e emadiata ordem p.a se reedificar, a fim de evitar com a sua total ruina o decuplo da despeza agora necessaria: algu'as das suas prizoens, Armazens, e cazas estão sem sobrado, e as q.' o conservão he mui velho: xove em m.as p.tes, e geralm.e preciza no todo reedificado; porem o urgentissimo he a ruina do Baluarte, e os grãos nas peças de bronze q.' estão todas esfogonadas, de sorte q.' por algu'as coubera o punho de hum homem, se não fora a erregularid.e com q.' o fogo as come por cauza do estanho q.' entra na sua compozição e q.' se derete primeiro q.' o cobre: tem destas, isto he, peças de bronze 25, todas montadas e as caretas em bo' estado, e de ferro 3 no chão: Palamenta mui pouca e quaze toda velha; muniçoens 3 barris de polvora, e 2363 balas de diverços calibres, e tão carcumidas de ferrugem, q.' m.as ou quaize todas desmetem a sua figura esferica, e assim preciza-se com a polvora q.' o mapa aponta 30 balas p.a cada peça p.a os primeiros tiros, q.' pela distancia requerem mais exacção no tiro."
Um conjunto de plantas de autor desconhecido, com data de 1796, apresenta-o já com três baterias casamatadas para instalação de artilharia de grosso calibre, complementando o poder de fogo da cortina sul, voltada ao mar, e respectivos baluartes.

### O século XIX
No início do século XIX, o capitão do Real Corpo de Engenheiros, Francisco Borges da Silva, procedeu-lhe extensa remodelação visando tornar o forte capaz de garantir a segurança do Porto Franco estabelecido em Ponta Delgada pelo Alvará do Príncipe-regente D. João, datado de 26 de Outubro de 1810. Nesta campanha, em 1812, procedeu-se, entre outras melhorias, à reconstrução das três baterias casamatadas ("Príncipe Regente", "Prícipe de Bragança" e "Ponta Delgada"), à construção de um armazém à prova de bombas para a pólvora e a palamenta, ao alargamento da esplanada exterior à custa da cerca do fronteiro Convento de São Francisco, e à abertura de um fosso externo. Foi também aumentada a artilharia com a instalação de morteiros e alargadas as cortinas com a construção de seis paióis à prova de bombas. Posteriormente, em 1819, apesar das recomendações em contrário daquele oficial engenheiro, foi erguido sobre a cortina leste um quartel para um batalhão de infantaria.
O mapa da "Força Militar material existente em S. Miguel em Outubro de 1925", que aponta quatro pontos fortificados com 51 bocas de fogo e respectiva palamenta na ilha, para este forte computa 11 peças de calibre 24, 3 de 18, 2 de 14, 2 de 10, 3 de 5, 1 de 9, 2 de 6 e 1 de 5 1/2.
Também deste período (início do século XIX) existe planta, de autoria do cônsul britânico em Ponta Delgada, William Read: "The Mole & Castle of St. Braz".
SOUSA (1995), em 1822, ao descrever o porto de Ponta Delgada refere: "(...) A sua defesa marítima é o grande Castelo de São Braz, cujo nome lhe dá sua Ermida, construído em 1552, fortificado de 96 peças de grande calibre; (...).".
No contexto da Guerra Civil Portuguesa (1828-1834), a fortificação foi palco da chamada Revolta dos Calcetas (23 de abril de 1835).
A "Relação" do marechal de campo Barão de Bastos em 1862 informa que se encontra em bom estado, e observa:
"Deve ser conservado porque é a principal obra de fortificação de toda a Ilha, tem optimas baterias acazamatadas que batem ancoradouro em frente da cidade, e os competentes alojamentos, paiois, armazens e arrecadações."

### Do século XX aos nossos dias
No início do século XX a capela do forte, consagrada a Santa Bárbara, foi demolida.
Na década de 1930, na área do Portão de Armas foi erguido o Padrão aos Mortos da Grande Guerra de 14-18, de autoria do arquitecto Raul Lino e do escultor Diogo de Macedo. Inaugurado em 4 de Novembro de 1935, o monumento encontra-se adossado à muralha do forte, sendo criticado por suas proporções - excessivas para a altura da mesma -, assim como desarmonia do seu enquadramento naqueles antigos muros. Afirma-se que o próprio Diogo de Macedo, ao visitar Ponta Delgada em 1951, lamentou a localização da obra.
No contexto da Segunda Guerra Mundial o forte teve as suas antigas canhoneiras entaipadas para a instalação de posições de metralhadoras pesadas, reforçadas algumas coberturas para resistirem a bombardeamentos aero-navais, abertos túneis de comunicação assim como trabalhos de camuflagem. Ainda nesse contexto, a partir de 1940 passou a servir como sede do Comando Militar dos Açores, função que conserva até aos nossos dias. Adjacente ao forte, pelo lado este, foi erguido o hangar da Aviação Naval, estrutura metálica típica da época, que ainda existia no início da década de 1990.
Atualmente serve de quartel-general da Zona Militar dos Açores e, por Despacho de 1993, foi destinado a abrigar um Museu Militar, instalado em 1999.
Nos anos de 2000 e 2001 a Direcção Geral dos Edifícios e Monumentos Nacionais (DGEMN) empreendeu-lhe trabalhos diversos de conservação e limpeza.

## Características
Apresenta planta no formato quadrangular, com quatro baluartes pentagonais irregulares nos vértices, em estilo Vauban, ligados por cortinas.